# Christian Heinrich von Nagel
Pour les articles homonymes, voir Nagel.
Christian Heinrich von Nagel est un mathématicien allemand, né à Stuttgart le 28 février 1803 et mort à Ulm le 27 octobre 1882,. Il est principalement connu pour ses travaux en géométrie plane.

## Biographie
Nagel est né dans une famille modeste: son père était tailleur et envisageait de former son fils dans son métier. Mais son grand-père maternel, décelant ses capacités, l'encourage  à poursuivre ses études. La seule voie, pour quelqu'un d'origine aussi modeste, sont les études théologiques. Après avoir réussi son examen d'État en 1817, il entre donc au séminaire théologique évangélique de Blaubeuren (de) où il entretient son amour pour la géométrie. En 1821, il entre au monastère évangélique de Tübingen et commence à étudier la théologie. Il mène en parallèle des études de mathématiques et de physique sous la houlette de Johann Gottlieb Friedrich von Bohnenberger et Friedrich Riecke (de). En 1825, il est reçu à son examen final et devient vicaire à Kirchentellinsfurt, puis à Hengen.
En décembre 1826, il est nommé professeur de mathématiques et de sciences naturelles au lycée et à la Realschule de Tübingen. Il y poursuit des recherches géométriques liées aux travaux de Christoph Friedrich von Pfleiderer (de), spécialiste d'Euclide et enseignant au monastère évangélique de Tübingen. En octobre 1827, il est reçu à sa thèse de doctorat portant sur les triangles rectangles,. Désespérant d'obtenir une chaire de professeur, il donne alors des conférences à titre privé à l'université de Tübingen.
En 1830, il obtient un poste de professeur de mathématiques  au lycée d'Ulm. Il publie en 1833 son Lehrbuch der ebenen Geometrie (Manuel de géométrie plane) largement diffusé et traduit en hongrois et italien. Son travail s'inspire d'un ouvrage du mathématicien néerlandais Jan Hendrik van Swinden. Nagel est également connu pour ses travaux sur les éléments remarquables d'un triangle et le point qu'il étudie dans son ouvrage publié en 1836 porte désormais son nom : point de Nagel.
Il est également  professeur principal du Realinstitut affilié au lycée d'Ulm. Cette tâche le passionne et il s'attache à  en moderniser le système. En 1840, il publie les résultats de son vaste travail. Et en 1842, il effectue une tournée de quatre mois dans toute l'Allemagne pour faire une évaluation comparative des Realschule et des écoles professionnelles. En 1844, il est nommé directeur du Realinstitute d'Ulm. Concernant la politique de cette institution, il est favorable à ce que l'enseignement des humanités passe au second plan.
En 1845, il publie un travail en théorie des nombres Theorie der periodischen Decimalbrüche et en 1850, un ouvrage en analyse géométrique Il s'implique également dans la vie publique d'Ulm, jouant un rôle clé dans l'installation d'un système d'éclairage au gaz de la ville en 1856 et dans la création et la gestion d'une école de formation aux métiers. Il fonde, en outre, une association mathématique à Ulm.
Il prend sa retraite en 1875 et s'éteint à Ulm 27 octobre 1882.

## Travaux
- De triangulis rectangulis ex algebraica aequatione construendis (Über rechtwinklige Dreiecke, die sich mit Hilfe einer algebraischen Gleichung konstruieren lassen), 1826
- (de) Christian Heinrich von Nagel, Lehrbuch der Ebenen Geometrie : zum Gebrauche bei dem Unterrichte in Real- und Gymnasial-Anstalten [« Manuel de géométrie plane - pour une utilisation dans les cours dans des écoles et collèges »], Ulm, Wohler, 1833
- Untersuchungen über die Eigenschaften der wichtigsten mit dem Dreieck in Verbindung stehenden Kreise. Programm des Gymnasiums Ulm, Ulm 1835
- (de) Untersuchungen über die wichtigsten zum Dreiecke gehörigen Kreise : eine Abhandlung aus dem Gebiete der reinen Geometrie [« Enquêtes sur les cercles les plus importants appartenant au triangle - un traité de géométrie pure »], Wohler, 1836 (présentation en ligne)
- (de) Die Idee der Realschule : nach ihrer theoretischen Begründung und praktischen Ausführung dargestellt [« Idées sur l'école secondaire - présentées selon leur justification théorique et leur mise en œuvre pratique »], Ulm, Wagner, 1840 (présentation en ligne)
- (de) Theorie der periodischen Decimalbrüche nebst Tabellen zur leichten gewöhnlicher Brüche in Decimalbrüche [« Théorie des fractions décimales périodiques avec tableaux des fractions ordinaires faciles en fractions décimales »], 1843-1845
- (de) Geometrische Analysis : Eine systematische Anleitung zur Auflösung von Aufgaben aus der ebenen Geometrie auf reingeometrischem Wege [« Analyse géométrique : Un guide systématique pour la résolution de problèmes de géométrie plane de manière purement géométrique »], 1850

## Récompenses
- Citoyen d'honneur de la ville d'Ulm (1869)[1]
- Ordre de Frédéric (1875)[1]
- Anobli sans hérédité (1875)[1]